# BlazeDS
BlazeDS — серверная Java-технология для передачи данных, которая позволяет установить соединение с удалёнными back-end данными и брать эти данные в режиме реального времени для Adobe Flex и Adobe AIR rich Internet applications (RIA). Технология открытая.
Главное преимущество BlazeDS над традиционными XML-серверными технологиями в том, что она использует протокол AMF (формат обмена данными). В отличие от SOAP, который основан на XML, AMF бинарен по своей природе. Сообщения одинакового содержания в XML-формате могут многократно превосходить по размеру сообщения передаваемые через AMF, поэтому BlazeDS-серверы могут эффективнее обрабатывать большой трафик, чем SOAP-серверы.
Изначально BlazeDS был доступен только как часть Adobe LiveCycle, сейчас Adobe вынес эту часть, сделал её бесплатной и открытой.